# Riserva naturale del Suriname centrale
La riserva naturale del Suriname centrale è un incontaminato ecosistema di foresta equatoriale. Occupa 16.000 chilometri quadri di montagne e pianure, per la maggior parte foreste che includono parti della Guyana.
Nel 2000 venne inserita dall'UNESCO tra i Patrimoni dell'umanità.